# 巴尔斯
巴尔斯（西班牙語：Bárig，巴倫西亞語發音：[ˈbaɾtʃ]）是西班牙巴伦西亚自治区巴伦西亚省的一个市镇。总面积16平方公里，总人口1207人（2001年），人口密度75人/平方公里。